# Nombre premier long
En arithmétique, un nombre premier long en base {\displaystyle b} est un nombre premier {\displaystyle p} tel que la période du développement en base {\displaystyle b} du rationnel {\displaystyle 1/p} ait une longueur maximale, à savoir {\displaystyle p-1}.
Par exemple le nombre premier 7 est long en base 10 car  {\displaystyle 1/7=0,{\overline {142857}}} (période de longueur 6), mais 13 ne l'est pas car {\displaystyle 1/13=0,{\overline {076923}}} (période de longueur 6).
Sauf mention explicite, la base {\displaystyle b} considérée est la base dix.

## Caractérisations
La longueur de la période du développement en base {\displaystyle b} non divisible par {\displaystyle p} du rationnel {\displaystyle 1/p} (laquelle commence directement après la virgule) étant égale à l'ordre de {\displaystyle {\overline {b}}} dans le groupe {\displaystyle (\mathbb {Z} /p\mathbb {Z} )^{*}}, le nombre {\displaystyle p} est un nombre premier long en base {\displaystyle b} si et seulement si le groupe {\displaystyle (\mathbb {Z} /p\mathbb {Z} )^{*}} admet {\displaystyle {\overline {b}}} comme générateur, ou ce qui est équivalent, si {\displaystyle b} est une racine primitive modulo {\displaystyle p}.
Ceci équivaut au fait que le nombre {\displaystyle p} ne divise aucun des nombres {\displaystyle b^{d}-1=(b-1){\underset {d{\text{ chiffres 1}}}{\underbrace {11...1_{b}} }}} où {\displaystyle d} est un diviseur strict de {\displaystyle p-1}.
Une caractérisation équivalente est que l'entier {\displaystyle {\frac {b^{p-1}-1}{p}}} soit cyclique.

## Exemples
- Les dix premiers nombres premiers longs en base 10 sont 7, 17, 19, 23, 29, 47, 59, 61, 97 ,109 :  suite A001913 de l'OEIS.
- Les dix premiers nombres premiers long en base 2 sont : 3, 5, 11, 13, 19, 29, 37, 53, 59, 61 : suite A001122 de l'OEIS
- 2 est long en toute base impaire.
- 3 est long en base {\displaystyle 3m+2} car {\displaystyle {\overline {3m+2}}={\overline {2}}} engendre {\displaystyle (\mathbb {Z} /3\mathbb {Z} )^{*}} ; on a {\displaystyle 1/3=0,{\overline {m(2m+1)}}_{3m+2}}.
- 5 est long en bases {\displaystyle 5m+2}  et {\displaystyle 5m+3} car {\displaystyle {\overline {2}}} et {\displaystyle {\overline {3}}} engendrent {\displaystyle (\mathbb {Z} /5\mathbb {Z} )^{*}}; on a  {\displaystyle 1/5=0,{\overline {m(2m)(4m+1)(3m+1)}}_{5m+2}} et  {\displaystyle 1/5=0,{\overline {m(3m+1)(4m+2)(2m+1)}}_{5m+3}}

## Conjecture d'Artin
D'après la conjecture d'Artin sur les racines primitives, la densité asymptotique de l'ensemble des nombres premiers longs en base {\displaystyle b}, si {\displaystyle b} n'est pas une puissance parfaite et si sa partie sans facteur carré n'est pas congrue à 1 modulo 4 (ce qui est le cas de 10), alors l'ensemble des nombres premiers longs en base {\displaystyle b} a pour densité asymptotique la constante d'Artin : 
{\displaystyle \prod _{p\ \mathrm {premier} }\left(1-{\frac {1}{p(p-1)}}\right)=0{,}3739558136\ldots }.Ceci impliquerait l'infinitude de l'ensemble des nombres premiers longs dans une telle base, mais même ceci n'est pas prouvé.